# Женішке (Чингірлауський район)
Женішке́ (каз. Жеңішке) — село у складі Чингірлауського району Західноказахстанської області Казахстану. Входить до складу Ащисайського сільського округу.
У радянські часи село називалось Жинішке.
Населення — 21 особа (2021; 93 у 2009, 247 у 1999, 263 у 1989).